# Carl May

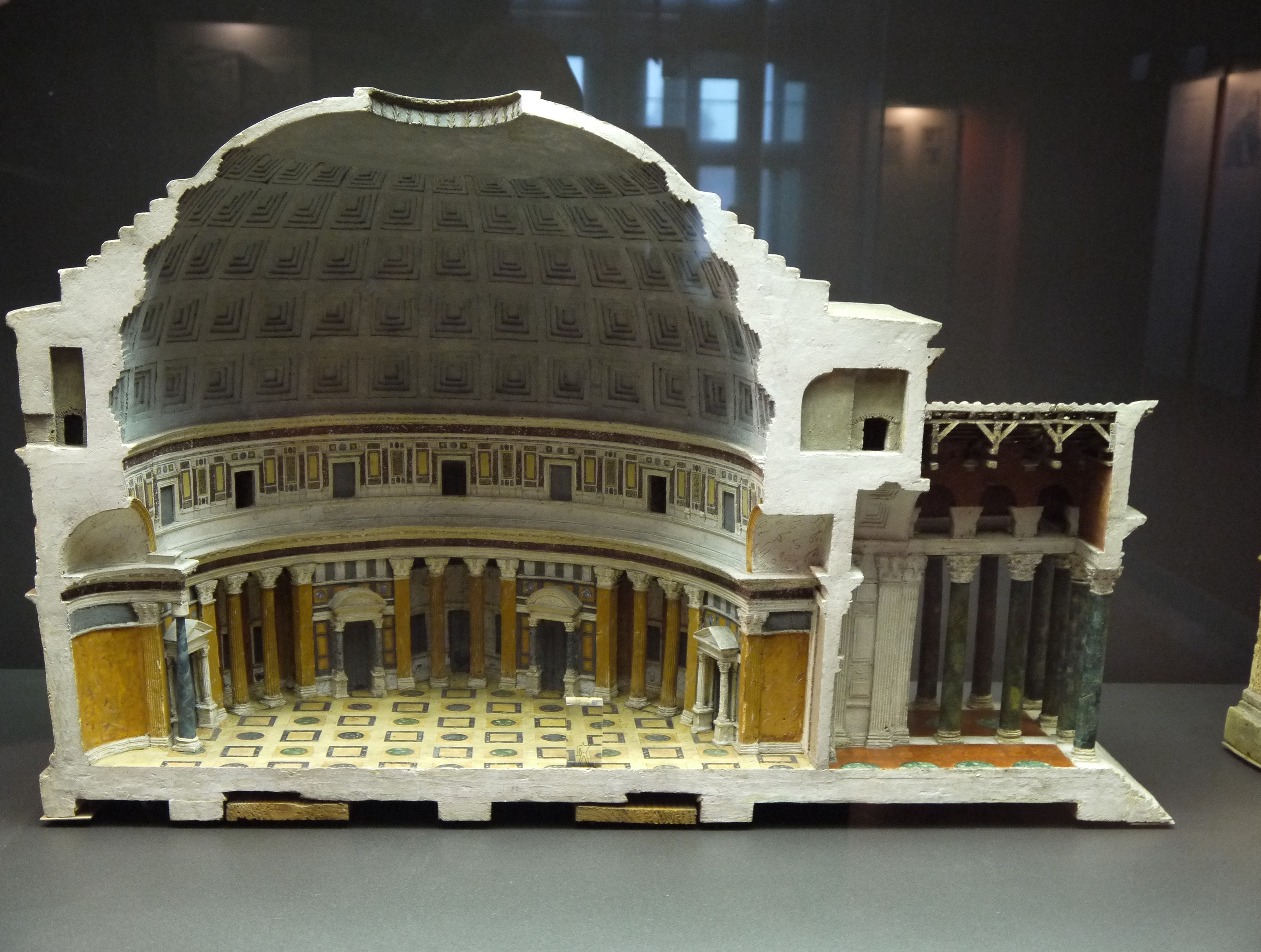
Korkmodell des Pantheon in Rom, Schloss Johannisburg in Aschaffenburg

Carl Joseph May (auch Carl Mey, * 11. Mai 1747 in Mainz; † 6. Juni 1822 in Aschaffenburg) war im erlernten Beruf Konditor und betätigte sich als deutscher Phelloplastiker, also Korkschnitzer. Er gilt als einer der bedeutenden Nachahmer des Italieners Antonio Chichi.
Er wurde in Mainz als Sohn des Konstablers Martin May und seiner Ehefrau Anna Margareta geboren. Die genauere Überlieferung über May setzt erst in seinem vierten Lebensjahrzehnt ein. Er war um 1780 in den Diensten der Reichsgrafen von Ostein und wurde spätestens im Jahr 1790 Hofkonditor von Karl Theodor von Dalberg, zunächst in Erfurt und ab 1803 in Aschaffenburg.
Er war verheiratet mit Katharina Gebursch (* 17. April 1761) und hatte mindestens sechs Kinder. Wir wissen von Jakob (* 10. Juni 1789), Georg Heinrich (* 28. November 1790), Christian (* 1795 oder 1796), Margartha Josepha (* 10. April 1797), Anna Maria (* 8. November 1799), Maximilian (* 10. Juli 1802).
Nach den Vorbildern Antonio Chichis fertigte er seit spätestens 1793 Korkmodelle von bedeutenden antiken Bauten, daneben auch in kleinerem Umfang von deutschen Baudenkmalen seit der Gotik. Seine Arbeiten waren in ganz Europa sehr beliebt und wurden daher von ihm auch ins Ausland verkauft. Die größte Sammlung mit 54 Stücken befindet sich heute im Schloss Johannisburg in Aschaffenburg, die Modelle wurden teilweise für Karl Theodor von Dalberg, teilweise für König Ludwig I. von Bayern geschaffen. Eine weitere große Sammlung von 29 Modellen erwarb Herzog Friedrich Franz I. von Mecklenburg-Schwerin. Sie wird im Schloss Ludwigslust (Staatlichen Museums Schwerin) gezeigt.
Sein Sohn Georg Heinrich May (1790–1853) setzte die Tätigkeit des Vaters als Phelloplastiker fort. König Ludwig I. schickte ihn 1826 auf seine Kosten nach Rom, weil er den Wert der Modelle für die Volksbildung erkannt hatte.